# Danny Ongais
Ezekiel „Danny“ Ongais (* 21. Mai 1942 in Kahului, Hawaii; † 26. Februar 2022 in Anaheim Hills, Kalifornien) war ein US-amerikanischer Autorennfahrer.

## Karriere
Der Hawaiier Danny Ongais kam als Werksfahrer von Parnelli 1974 in die US-amerikanische SCCA-Rennserie und wechselte 1975 in die Formel-5000-Serie der Vereinigten Staaten. Auch 1976 fuhr er in dieser Meisterschaft einen Lola des Interscope-Racing-Teams. Als Interscope 1976 in die USAC-Serie einstieg, blieb Ongais deren Stammfahrer und gewann sein erstes Rennen in Michigan. Parallel zu seinen Monoposto-Einsätzen bestritt er Sportwagenrennen und siegte bei zwei Veranstaltungen der IMSA-Serie mit einem Porsche 935.
Ende 1977 gab Ongais sein Debüt in der Formel 1. Interscope hatte von Roger Penske einen Penske PC4 erworben, den das Team für die Grand-Prix-Rennen in den USA und in Kanada für Ongais gemeldet hatte. In Watkins Glen fiel er nach einem Dreher schon früh im Rennen aus, im Mosport Park kam er als Siebter ins Ziel.
1978 ging er bei den ersten beiden Rennen für das Ensign-Team an den Start; sein Einsatz dort wurde von Bernie Ecclestone finanziell unterstützt. Nach den beiden Starts für Ensign versuchte im Laufe der Saison noch zweimal, sich mit dem privat eingesetzten, unhandlichen Shadow DN9 für einen weiteren Grand Prix zu qualifizieren. Die Versuche, in der Formel 1 richtig Fuß zu fassen, blieben halbherzig, da Ongais in der USAC zu einem Spitzenfahrer wurde. 1978 gewann er fünf Rennen für Vel’s Parnelli Jones Racing, das allerdings reichte dennoch nicht um den Titel mitzufahren, obwohl außer Ongais sonst kein Fahrer mehr als drei Rennen gewann, denn in den restlichen Saisonrennen konnte er nur zwei weitere Zielankünfte verzeichnen. Somit reichte es letztlich nur zum achten Gesamtrang.
1979 siegte er beim 24-Stunden-Rennen von Daytona und wurde beim selben Rennen 1980 Dritter. Nach einem schweren Unfall 1981 bei den 500 Meilen von Indianapolis, bei dem er ernsthafte Beinverletzungen erlitt, kam die Karriere ins Stocken. Er fuhr zwar bis 1987 weiter in Indianapolis und in der USAC-Serie, aber die Zeit der großen Erfolge war vorbei und Ende des Jahres trat er zurück.
Völlig überraschend stieg er 1996 wieder ins Renncockpit. Nach dem tödlichen Unfall von Scott Brayton im Training zum 500-Meilen-Rennen übernahm Ongais fürs Rennen dessen Rennfahrzeug. Nach einer starken fahrerischen Leistung brachte er den Lola als Siebter ins Ziel. Ongais fand wieder Lust am Rennsport, und obwohl er inzwischen bereits 55 Jahre alt war, kam er 1997 wieder nach Indianapolis. Es war keine glückliche Entscheidung, denn schon in der ersten Runde hatte er nach einem Motorschaden einen heftigen Einschlag in der Mauer. Ongais erlitt leichte Verletzungen und nach einer Nacht im Krankenhaus gab er den Rennsport endgültig auf.
Danny Ongais verstarb am 26. Februar 2022 im Alter von 79 Jahren an einer Herzinsuffizienz und hinterließ seine Lebensgefährtin Patricia Soldano, 3 Kinder und 5 Enkelkinder.

## Statistik

### Le-Mans-Ergebnisse
| Jahr | Team                  | Fahrzeug      | Teamkollege        | Teamkollege   | Platzierung | Ausfallgrund |
| ---- | --------------------- | ------------- | ------------------ | ------------- | ----------- | ------------ |
| 1980 | Porsche Kremer Racing | Porsche 935K3 | Jean-Louis Lafosse | Ted Field     | Ausfall     | Motorschaden |
| 1982 | Porsche Kremer Racing | Kremer CK5    | Bill Whittington   | Ted Field     | Ausfall     | Motorschaden |
| 1988 | Italya Sport          | March 88S     | Michel Trollé      | Toshio Suzuki | Ausfall     | Motorschaden |

### Sebring-Ergebnisse
| Jahr | Team                          | Fahrzeug         | Teamkollege         | Teamkollege    | Platzierung | Ausfallgrund |
| ---- | ----------------------------- | ---------------- | ------------------- | -------------- | ----------- | ------------ |
| 1977 | Vasek Polak Interscope Racing | Porsche 934/5    | Ted Field           | Hurley Haywood | Rang 5      |              |
| 1979 | Interscope Racing             | Porsche 935/77A  | Ted Field           |                | Ausfall     | Aufhängung   |
| 1980 | Interscope Racing             | Porsche 935K3/80 | Ted Field           |                | Rang 2      |              |
| 1981 | Interscope Racing             | Porsche 935K3/80 | Ted Field           |                | Ausfall     | Elektrik     |
| 1982 | Interscope Racing             | Porsche 935K3/80 | Ted Field           |                | Ausfall     | Motorschaden |
| 1987 | Joest Racing                  | Porsche 962      | Sarel van der Merwe | Louis Krages   | Rang 4      |              |